# Lioscorpius longiceps
Lioscorpius longiceps är en fiskart som beskrevs av Günther, 1880. Lioscorpius longiceps ingår i släktet Lioscorpius och familjen Setarchidae. Inga underarter finns listade i Catalogue of Life.